# Boks na Letnich Igrzyskach Olimpijskich 2004
Zawody bokserskie na XXVIII Igrzyskach Olimpijskich w Atenach odbywały się w olimpijskiej hali bokserskiej Peristeri.
O medale walczono w jedenastu kategoriach wagowych.

## Waga papierowa (do 48 kg)
| Miejsce | Kraj   | Zawodnik          |
| ------- | ------ | ----------------- |
| 1       | Kuba   | Yan Barthelemí    |
| 2       | Turcja | Atagün Yalçınkaya |
| 3       | Chiny  | Zou Shiming       |
|         | Rosja  | Siergiej Kazakow  |

## Waga musza (do 51 kg)
| Miejsce | Kraj        | Zawodnik            |
| ------- | ----------- | ------------------- |
| 1       | Kuba        | Yuriorkis Gamboa    |
| 2       | Francja     | Jérôme Thomas       |
| 3       | Azerbejdżan | Fuad Aslanov        |
|         | Niemcy      | Rustamhodza Rahimov |

Polak Andrzej Rżany doszedł do ćwierćfinału.

## Waga kogucia (do 54 kg)
| Miejsce | Kraj        | Zawodnik             |
| ------- | ----------- | -------------------- |
| 1       | Kuba        | Guillermo Rigondeaux |
| 2       | Tajlandia   | Worapoj Petchkoom    |
| 3       | Azerbejdżan | Ağası Məmmədov       |
|         | Uzbekistan  | Bahodirjon Sultonov  |

Polak Andrzej Liczik doszedł do 1/8 finału.

## Waga piórkowa (do 57 kg)
| Miejsce | Kraj             | Zawodnik            |
| ------- | ---------------- | ------------------- |
| 1       | Rosja            | Aleksiej Tiszczenko |
| 2       | Korea Północna   | Kim Song-guk        |
| 3       | Niemcy           | Vitali Tajbert      |
|         | Korea Południowa | Jo Seok-hwan        |

## Waga lekka (do 60 kg)
| Miejsce | Kraj            | Zawodnik       |
| ------- | --------------- | -------------- |
| 1       | Kuba            | Mario Kindelán |
| 2       | Wielka Brytania | Amir Khan      |
| 3       | Kazachstan      | Seryk Jeleuow  |
|         | Rosja           | Murat Chraczow |

## Waga lekkopółśrednia (do 64 kg)
| Miejsce | Kraj      | Zawodnik          |
| ------- | --------- | ----------------- |
| 1       | Tajlandia | Manus Boonjumnong |
| 2       | Kuba      | Yudel Johnson     |
| 3       | Bułgaria  | Boris Georgiew    |
|         | Rumunia   | Ionuț Gheorghe    |

## Waga półśrednia (do 69 kg)
| Miejsce | Kraj             | Zawodnik         |
| ------- | ---------------- | ---------------- |
| 1       | Kazachstan       | Baktijar Artajew |
| 2       | Kuba             | Lorenzo Aragón   |
| 3       | Korea Południowa | Kim Jung-joo     |
|         | Rosja            | Oleg Saitow      |

## Waga średnia (do 75 kg)
| Miejsce | Kraj       | Zawodnik                |
| ------- | ---------- | ----------------------- |
| 1       | Rosja      | Gajdarbiek Gajdarbiekow |
| 2       | Kazachstan | Giennadij Gołowkin      |
| 3       | Tajlandia  | Suriya Prasathinphimai  |
|         | USA        | Andre Dirrell           |

## Waga półciężka (do 81 kg)
| Miejsce | Kraj       | Zawodnik              |
| ------- | ---------- | --------------------- |
| 1       | USA        | Andre Ward            |
| 2       | Białoruś   | Mahamied Aryphadżyjeu |
| 3       | Egipt      | Ahmad Isma’il         |
|         | Uzbekistan | Utkirbek Haydarov     |

Polak Aleksy Kuziemski doszedł do 1/16 finału.

## Waga ciężka (do 91 kg)
| Miejsce | Kraj     | Zawodnik           |
| ------- | -------- | ------------------ |
| 1       | Kuba     | Odlanier Solís     |
| 2       | Białoruś | Wiktar Zujeu       |
| 3       | Egipt    | Muhammad as-Sajjid |
|         | Syria    | Nasir asz-Szami    |

## Waga superciężka (powyżej 91 kg)
| Miejsce | Kraj   | Zawodnik            |
| ------- | ------ | ------------------- |
| 1       | Rosja  | Aleksandr Powietkin |
| 2       | Egipt  | Muhammad Ali Rida   |
| 3       | Kuba   | Michel López        |
|         | Włochy | Roberto Cammarelle  |